# 國民政府駐外大使館列表
國民政府駐外大使館列表表列出1933年－1949年中華民國南京國民政府或重慶國民政府駐外的各國大使館。而國民政府駐外的第一處大使館為1933年1月6日設立的駐蘇維埃聯邦共和國大使館，而戰後最早裁撤閉館的也是駐蘇俄大使館。

## 1933年－1937年（南京國民政府）
- 駐蘇維埃聯邦共和國大使館
  - 1933年1月設立
- 駐義大利國大使館
  - 1934年10月，由公使館升格
- 駐日本國大使館
  - 1935年5月17日，由公使館升格。
- 駐美利堅國大使館
  - 1935年5月17日，由公使館升格。
- 駐德意志國大使館
  - 1935年5月18日，由公使館升格。
- 駐英吉利國大使館
  - 1935年5月22日，由公使館升格。
- 駐法蘭西國大使館
  - 1936年2月8日，由公使館升格。
- 駐比利時國大使館
  - 1937年5月17日，由公使館升格。

## 1938年－1945年（重慶國民政府）
- 駐蘇維埃聯邦共和國大使館
- 駐義大利大使館
  - 1941年7月2日，斷交閉館。1945年10月23日，二戰後重新開館。
- 駐日本國大使館
  - 1938年6月6日因中日戰爭閉館。
- 駐美利堅國大使館
- 駐德意志國大使館
  - 1941年7月2日，斷交閉館。
- 駐英吉利國大使館
- 駐法蘭西國大使館
  - 曾短暫遷至英國及美國領土，1944年11月28日重新於法國開館。
- 駐比利時國大使館
- 駐荷蘭國大使館
  - 1942年12月，由公使館升格
- 駐巴西國大使館
  - 1943年5月4日，由公使館升格
- 駐挪威國大使館
  - 1943年7月17日，由公使館升格。
- 駐加拿大國大使館
  - 1943年12月10日，由公使館升格。
- 駐墨西哥國大使館
  - 1943年12月22日，由公使館升格。
- 駐捷克斯拉夫國大使館
  - 1944年7月25日，由公使館升格。
- 駐祕魯國大使館
  - 1944年9月1日，由公使館升格。
- 駐土耳其國大使館
  - 1944年11月28日，由公使館升格。
- 駐伊朗國大使館
  - 1945年2月10日設立
- 駐阿根廷國大使大使館
  - 1945年8月15日設立。

## 1945年－1949年（二戰後之南京國民政府、行宪政府）
- 駐蘇維埃聯邦共和國大使館
  - 1949年11月3日，斷交閉館。
- 駐義大利大使館
- 駐日本國大使館
  - 1938年6月6日因中日戰爭閉館。1945年，成立中華民國駐日代表團。
- 駐美利堅國大使館
- 駐英吉利國大使館
- 駐法蘭西國大使館
- 駐比利時國大使館
- 駐荷蘭國大使館
- 駐巴西國大使館
- 駐挪威國大使館
- 駐加拿大國大使館
- 駐墨西哥國大使館
- 駐捷克斯拉夫國大使館
- 駐祕魯國大使館
- 駐土耳其國大使館
- 駐伊朗國大使館
- 駐阿根廷國大使館
- 駐暹羅國大使館
  - 1946年設立
- 駐智利國大使館
  - 1947年2月28日，由公使館升格為大使館
- 駐印度國使館
- 1947年設立
- 駐希臘國大使館
- 1947年設立
- 駐瑞典國大使館
- 1947年9月18日，由公使館升格為大使館
- 駐玻利維亞國大使館
- 1947年設立
- 駐澳大利亞國大使館
- 1948年5月16日，由公使館升格為大使館
- 駐韓國大使館
- 1948年8月14日設立
- 駐埃及國大使館
- 1948年11月14日，由公使館升格為大使館
- 駐菲律賓國大使館
- 1949年8月3日，由公使館升格為大使館